# 9e étape du Tour d'Espagne 2006
Pour un article plus général, voir Tour d'Espagne 2006.
La 9e étape du Tour d'Espagne 2006 a eu lieu le 3 septembre 2006 entre la ville de A Fonsagrada et le sommet de l'Alto de La Cobertoria  sur une distance de 207 km. Elle a été remportée par le Kazakh Alexandre Vinokourov (Astana) qui s'impose au sommet en solitaire devant l'Espagnol Alejandro Valverde (Caisse d'Épargne-Illes Balears) et l'autre membre de l'équipe Astana, Andrey Kashechkin. Valverde s'empare du maillot doré de leader du classement général au détriment du Slovène Janez Brajkovič (Discovery Channel).

## Profil et parcours
L'une des plus difficiles étapes de montagne de ce Tour d'Espagne 2006. En effet, le parcours, long de 206 km, emprunte six cols recensés au classement de la montagne :
- Alto de Mirade (3e catégorie, 620 m d'altitude)
- Puerto de Connio (1re catégorie, 1315 m d'altitude)
- Puerto de Rañadoiro (1re catégorie, 1140 m d'altitude)
- Puerto de Cerredo (3e catégorie, 1360 m d'altitude)
- Puerto de San Lorenzo (catégorie E, 1360 m d'altitude)
- Alto de Cobertoria (1re catégorie, 1170 m d'altitude)

## Déroulement

### Récit
Tout se joue dans le dernier col de cette étape. À sept kilomètres de l'arrivée, Alexandre Vinokourov attaque, accompagné de son coéquipier Andrey Kashechkin. Danilo Di Luca essaye de réagir, emmenant Sastre et Valverde dans sa roue. C'est finalement Alejandro Valverde qui attaque et qui se rapproche des deux coureurs kazakhs. Si Kashechkin est avalé, Vinokourov résiste et remporte l'étape, signant ainsi sa deuxième victoire d'affilée. Alejandro Valverde passe la ligne avec 16 secondes de retard et prend le maillot de leader à un Janez Brajkovič repoussé à près de deux minutes.

### Points distribués
| Premier   | Dario David Cioni Italie | 4 pts |
| Second    | Xabier Zandio Espagne    | 2 pts |
| Troisième | Igor Antón Espagne       | 1 pt  |

| Premier   | David Arroyo Espagne  | 4 pts |
| Second    | Egoi Martínez Espagne | 2 pts |
| Troisième | Igor Antón Espagne    | 1 pt  |

| Premier   | Pietro Caucchioli Italie | 6 pts |
| Second    | Íñigo Landaluze Espagne  | 4 pts |
| Troisième | Egoi Martínez Espagne    | 2 pts |
| Quatrième | Igor Antón Espagne       | 1 pts |

| Premier   | Pietro Caucchioli Italie        | 16 pts |
| Second    | José Miguel Elías Espagne       | 12 pts |
| Troisième | Angel Vallejo Dominguez Espagne | 10 pts |
| Quatrième | David Arroyo Espagne            | 8 pts  |
| Cinquième | Pieter Weening Pays-Bas         | 6 pts  |
| Sixième   | Mauricio Ardila Espagne         | 4 pts  |
| Septième  | Igor Antón Espagne              | 3 pts  |
| Huitième  | Dario David Cioni Italie        | 2 pts  |
| Neuvième  | Lars Ytting Bak Danemark        | 1 pts  |

| Premier   | Pietro Caucchioli Italie        | 16 pts |
| Second    | José Miguel Elías Espagne       | 12 pts |
| Troisième | Angel Vallejo Dominguez Espagne | 10 pts |
| Quatrième | Pieter Weening Pays-Bas         | 8 pts  |
| Cinquième | Dario David Cioni Italie        | 6 pts  |
| Sixième   | David Arroyo Espagne            | 4 pts  |
| Septième  | Mauricio Ardila Espagne         | 3 pts  |
| Huitième  | Igor Antón Espagne              | 2 pts  |
| Neuvième  | Lars Ytting Bak Danemark        | 1 pts  |

| Premier   | Pietro Caucchioli Italie  | 6 pts |
| Second    | David Arroyo Espagne      | 4 pts |
| Troisième | José Miguel Elías Espagne | 2 pts |
| Quatrième | Igor Antón Espagne        | 1 pts |

| Premier   | David Arroyo Espagne         | 30 pts |
| Second    | Egoi Martínez Espagne        | 25 pts |
| Troisième | Igor Antón Espagne           | 20 pts |
| Quatrième | José Miguel Elías Espagne    | 16 pts |
| Cinquième | Luis Pérez Rodríguez Espagne | 12 pts |
| Sixième   | Carlos Sastre Espagne        | 10 pts |
| Septième  | Stijn Devolder Belgique      | 8 pts  |
| Huitième  | Danilo Di Luca Italie        | 6 pts  |
| Neuvième  | Alejandro Valverde Espagne   | 4 pts  |
| Dixième   | Ryder Hesjedal Canada        | 3 pts  |
| Onzième   | Manuel Beltrán Espagne       | 2 pts  |
| Douzième  | Thomas Danielson États-Unis  | 1 pts  |

| Premier   | Alexandre Vinokourov Kazakhstan    | 16 pts |
| Second    | Alejandro Valverde Espagne         | 12 pts |
| Troisième | Andrey Kashechkin Kazakhstan       | 10 pts |
| Quatrième | Carlos Sastre Espagne              | 8 pts  |
| Cinquième | José Ángel Gómez Marchante Espagne | 6 pts  |
| Sixième   | Danilo Di Luca Italie              | 4 pts  |
| Septième  | Manuel Beltrán Espagne             | 3 pts  |
| Huitième  | Leonardo Piepoli Italie            | 2 pts  |
| Neuvième  | Samuel Sánchez Espagne             | 1 pts  |

## Classement de l'étape
| \| Classement de l'étape \| Classement de l'étape \| Classement de l'étape \| Classement de l'étape \| Classement de l'étape \| \| Coureur \| Coureur \| Pays \| Équipe \| Temps \| \| --------------------- \| -------------------------- \| --------------------- \| ------------------------------ \| --------------------- \| \| 1er \| Alexandre Vinokourov \| Kazakhstan \| Astana \| 5 h 50 min 43 s \| \| 2e \| Alejandro Valverde \| Espagne \| Caisse d'Épargne-Illes Balears \| + 16 s \| \| 3e \| Andrey Kashechkin \| Kazakhstan \| Astana \| + 21 s \| \| 4e \| Carlos Sastre \| Espagne \| CSC \| + 43 s \| \| 5e \| José Ángel Gómez Marchante \| Espagne \| Saunier Duval-Prodir \| + 43 s \| \| 6e \| Danilo Di Luca \| Italie \| Liquigas \| + 43 s \| \| 7e \| Manuel Beltrán \| Espagne \| Discovery Channel \| + 1 min 46 s \| \| 8e \| Leonardo Piepoli \| Italie \| Saunier Duval-Prodir \| + 1 min 46 s \| \| 9e \| Samuel Sánchez \| Espagne \| Euskaltel-Euskadi \| + 1 min 59 s \| \| 10e \| Stijn Devolder \| Belgique \| Discovery Channel \| + 2 min 14 s \| |                            |            |                                |                 |
| |                            |            |                                |                 |
| |                            |            |                                |                 |
| Classement de l'étape |                            |            |                                |                 |
| Coureur | Coureur                    | Pays       | Équipe                         | Temps           |
| 1er | Alexandre Vinokourov       | Kazakhstan | Astana                         | 5 h 50 min 43 s |
| 2e | Alejandro Valverde         | Espagne    | Caisse d'Épargne-Illes Balears | + 16 s          |
| 3e | Andrey Kashechkin          | Kazakhstan | Astana                         | + 21 s          |
| 4e | Carlos Sastre              | Espagne    | CSC                            | + 43 s          |
| 5e | José Ángel Gómez Marchante | Espagne    | Saunier Duval-Prodir           | + 43 s          |
| 6e | Danilo Di Luca             | Italie     | Liquigas                       | + 43 s          |
| 7e | Manuel Beltrán             | Espagne    | Discovery Channel              | + 1 min 46 s    |
| 8e | Leonardo Piepoli           | Italie     | Saunier Duval-Prodir           | + 1 min 46 s    |
| 9e | Samuel Sánchez             | Espagne    | Euskaltel-Euskadi              | + 1 min 59 s    |
| 10e | Stijn Devolder             | Belgique   | Discovery Channel              | + 2 min 14 s    |

## Classement général
Avec cette deuxième victoire d'étape de rang, le Kazakh Alexandre Vinokourov (Astana) remonte à la cinquième place du classement général à un peu plus d'une minute et demie du nouveau leader, l'Espagnol Alejandro Valverde (Caisse d'Épargne-Illes Balears). Le nouveau porteur du maillot doré de leader devance le Kazakh Andrey Kashechkin de 27 secondes et son compatriote Carlos Sastre (CSC de 44 secondes. L'ancien leader le Slovène Janez Brajkovič (Discovery Channel) perd plus de 2 minutes et chute à la sixième place du classement général.
| \| Classement général \| Classement général \| Classement général \| Classement général \| Classement général \| \| Coureur \| Coureur \| Pays \| Équipe \| Temps \| \| ------------------ \| -------------------------- \| ------------------ \| ------------------------------ \| ------------------ \| \| 1er \| Alejandro Valverde \| Espagne \| Caisse d'Épargne-Illes Balears \| 36 h 41 min 31 s \| \| 2e \| Andrey Kashechkin \| Kazakhstan \| Astana \| + 27 s \| \| 3e \| Carlos Sastre \| Espagne \| CSC \| + 44 s \| \| 4e \| José Ángel Gómez Marchante \| Espagne \| Saunier Duval-Prodir \| + 56 s \| \| 5e \| Alexandre Vinokourov \| Kazakhstan \| Astana \| + 1 min 38 s \| \| 6e \| Janez Brajkovič \| Slovénie \| Discovery Channel \| + 2 min 05 s \| \| 7e \| Danilo Di Luca \| Italie \| Liquigas \| + 2 min 21 s \| \| 8e \| Manuel Beltrán \| Espagne \| Discovery Channel \| + 2 min 28 s \| \| 9e \| Ruggero Marzoli \| Italie \| Lampre-Fondital \| + 3 min 59 s \| \| 10e \| Sylwester Szmyd \| Pologne \| Lampre-Fondital \| + 5 min 18 s \| |                            |            |                                |                  |
| |                            |            |                                |                  |
| |                            |            |                                |                  |
| Classement général |                            |            |                                |                  |
| Coureur | Coureur                    | Pays       | Équipe                         | Temps            |
| 1er | Alejandro Valverde         | Espagne    | Caisse d'Épargne-Illes Balears | 36 h 41 min 31 s |
| 2e | Andrey Kashechkin          | Kazakhstan | Astana                         | + 27 s           |
| 3e | Carlos Sastre              | Espagne    | CSC                            | + 44 s           |
| 4e | José Ángel Gómez Marchante | Espagne    | Saunier Duval-Prodir           | + 56 s           |
| 5e | Alexandre Vinokourov       | Kazakhstan | Astana                         | + 1 min 38 s     |
| 6e | Janez Brajkovič            | Slovénie   | Discovery Channel              | + 2 min 05 s     |
| 7e | Danilo Di Luca             | Italie     | Liquigas                       | + 2 min 21 s     |
| 8e | Manuel Beltrán             | Espagne    | Discovery Channel              | + 2 min 28 s     |
| 9e | Ruggero Marzoli            | Italie     | Lampre-Fondital                | + 3 min 59 s     |
| 10e | Sylwester Szmyd            | Pologne    | Lampre-Fondital                | + 5 min 18 s     |

## Classements annexes
| Classement par points | Classement par points | Classement par points | Classement par points          | Classement par points |
| Coureur               | Coureur               | Pays                  | Équipe                         | Points                |
| --------------------- | --------------------- | --------------------- | ------------------------------ | --------------------- |
| 1er                   | Thor Hushovd          | Norvège               | Crédit Agricole                | 111 pts               |
| 2e                    | Erik Zabel            | Allemagne             | Team Milram                    | 71 pts                |
| 3e                    | Alexandre Vinokourov  | Kazakhstan            | Astana                         | 60 pts                |
| 4e                    | Francisco Ventoso     | Espagne               | Saunier Duval-Prodir           | 59 pts                |
| 5e                    | Alejandro Valverde    | Espagne               | Caisse d'Épargne-Illes Balears | 59 pts                |

| Classement par points | Classement par points | Classement par points | Classement par points          | Classement par points |
| Coureur               | Coureur               | Pays                  | Équipe                         | Points                |
| --------------------- | --------------------- | --------------------- | ------------------------------ | --------------------- |
| 1er                   | Thor Hushovd          | Norvège               | Crédit Agricole                | 111 pts               |
| 2e                    | Erik Zabel            | Allemagne             | Team Milram                    | 71 pts                |
| 3e                    | Alexandre Vinokourov  | Kazakhstan            | Astana                         | 60 pts                |
| 4e                    | Francisco Ventoso     | Espagne               | Saunier Duval-Prodir           | 59 pts                |
| 5e                    | Alejandro Valverde    | Espagne               | Caisse d'Épargne-Illes Balears | 59 pts                |

| Classement de la montagne | Classement de la montagne | Classement de la montagne | Classement de la montagne      | Classement de la montagne |
| Coureur                   | Coureur                   | Pays                      | Équipe                         | Points                    |
| ------------------------- | ------------------------- | ------------------------- | ------------------------------ | ------------------------- |
| 1er                       | Pietro Caucchioli         | Italie                    | Crédit Agricole                | 73 pts                    |
| 2e                        | José Miguel Elías         | Espagne                   | Relax-GAM                      | 70 pts                    |
| 3e                        | David Arroyo              | Espagne                   | Caisse d'Épargne-Illes Balears | 52 pts                    |
| 4e                        | Alejandro Valverde        | Espagne                   | Caisse d'Épargne-Illes Balears | 42 pts                    |
| 5e                        | Carlos Sastre             | Espagne                   | CSC                            | 42 pts                    |

| Classement de la montagne | Classement de la montagne | Classement de la montagne | Classement de la montagne      | Classement de la montagne |
| Coureur                   | Coureur                   | Pays                      | Équipe                         | Points                    |
| ------------------------- | ------------------------- | ------------------------- | ------------------------------ | ------------------------- |
| 1er                       | Pietro Caucchioli         | Italie                    | Crédit Agricole                | 73 pts                    |
| 2e                        | José Miguel Elías         | Espagne                   | Relax-GAM                      | 70 pts                    |
| 3e                        | David Arroyo              | Espagne                   | Caisse d'Épargne-Illes Balears | 52 pts                    |
| 4e                        | Alejandro Valverde        | Espagne                   | Caisse d'Épargne-Illes Balears | 42 pts                    |
| 5e                        | Carlos Sastre             | Espagne                   | CSC                            | 42 pts                    |

| Classement du combiné | Classement du combiné      | Classement du combiné | Classement du combiné          | Classement du combiné |
| Coureur               | Coureur                    | Pays                  | Équipe                         | Points                |
| --------------------- | -------------------------- | --------------------- | ------------------------------ | --------------------- |
| 1er                   | Alejandro Valverde         | Espagne               | Caisse d'Épargne-Illes Balears | 10 pts                |
| 2e                    | Carlos Sastre              | Espagne               | CSC                            | 15 pts                |
| 3e                    | Andrey Kashechkin          | Kazakhstan            | Astana                         | 21 pts                |
| 4e                    | Alexandre Vinokourov       | Kazakhstan            | Astana                         | 22 pts                |
| 5e                    | José Ángel Gómez Marchante | Espagne               | Saunier Duval-Prodir           | 23 pts                |

| Classement du combiné | Classement du combiné      | Classement du combiné | Classement du combiné          | Classement du combiné |
| Coureur               | Coureur                    | Pays                  | Équipe                         | Points                |
| --------------------- | -------------------------- | --------------------- | ------------------------------ | --------------------- |
| 1er                   | Alejandro Valverde         | Espagne               | Caisse d'Épargne-Illes Balears | 10 pts                |
| 2e                    | Carlos Sastre              | Espagne               | CSC                            | 15 pts                |
| 3e                    | Andrey Kashechkin          | Kazakhstan            | Astana                         | 21 pts                |
| 4e                    | Alexandre Vinokourov       | Kazakhstan            | Astana                         | 22 pts                |
| 5e                    | José Ángel Gómez Marchante | Espagne               | Saunier Duval-Prodir           | 23 pts                |

| Classement par équipes | Classement par équipes         | Classement par équipes | Classement par équipes |
| Équipe                 | Équipe                         | Pays                   | Temps                  |
| ---------------------- | ------------------------------ | ---------------------- | ---------------------- |
| 1re                    | Discovery Channel              | États-Unis             | 109 h 56 min 58 s      |
| 2e                     | Astana                         | Espagne                | + 3 min 19 s           |
| 3e                     | Caisse d'Épargne-Illes Balears | Espagne                | + 6 min 35 s           |
| 4e                     | Lampre-Fondital                | Italie                 | + 15 min 26 s          |
| 5e                     | Euskaltel-Euskadi              | Espagne                | + 18 min 19 s          |

| Classement par équipes | Classement par équipes         | Classement par équipes | Classement par équipes |
| Équipe                 | Équipe                         | Pays                   | Temps                  |
| ---------------------- | ------------------------------ | ---------------------- | ---------------------- |
| 1re                    | Discovery Channel              | États-Unis             | 109 h 56 min 58 s      |
| 2e                     | Astana                         | Espagne                | + 3 min 19 s           |
| 3e                     | Caisse d'Épargne-Illes Balears | Espagne                | + 6 min 35 s           |
| 4e                     | Lampre-Fondital                | Italie                 | + 15 min 26 s          |
| 5e                     | Euskaltel-Euskadi              | Espagne                | + 18 min 19 s          |